# Jošava (Bosanski Novi, BiH)
Jošava je naseljeno mjesto u sastavu općine Bosanski Novi, Republika Srpska, BiH.

## Stanovništvo
| Jošava             |              |
| godina popisa      | 1991.        |
| Srbi               | 120 (99,17%) |
| Hrvati             | 0            |
| Muslimani          | 0            |
| Jugoslaveni        | 1 (0,83%)    |
| ostali i nepoznato | 0            |
| ukupno             | 121          |